# Campionati africani di scherma
I Campionati africani di scherma sono la più importante manifestazione continentale di scherma organizzata dalla African Fencing Confederation.

## Edizioni
| Anno | Città          | Nazione   |
| ---- | -------------- | --------- |
| 1991 | Il Cairo       | Egitto    |
| 1993 | Casablanca     | Marocco   |
| 1995 | Pretoria       | Sudafrica |
| 2000 | Tunisi         | Tunisia   |
| 2002 | Dakar          | Senegal   |
| 2004 | Tunisi         | Tunisia   |
| 2006 | Casablanca     | Marocco   |
| 2008 | Casablanca     | Marocco   |
| 2009 | Dakar          | Senegal   |
| 2010 | Tunisi         | Tunisia   |
| 2011 | Il Cairo       | Egitto    |
| 2012 | Casablanca     | Marocco   |
| 2013 | Città del Capo | Sudafrica |
| 2014 | Il Cairo       | Egitto    |
| 2015 | Il Cairo       | Egitto    |
| 2016 | Algeri         | Algeria   |
| 2017 | Il Cairo       | Egitto    |
| 2018 | Tunisi         | Tunisia   |

## Medagliere
| Posiz. | Nazione        | Oro | Argento | Bronzo | Totale |
| ------ | -------------- | --- | ------- | ------ | ------ |
| 1      | Tunisia        | 71  | 46      | 41     | 164    |
| 2      | Egitto         | 64  | 56      | 80     | 202    |
| 3      | Senegal        | 6   | 8       | 32     | 46     |
| 4      | Marocco        | 1   | 7       | 12     | 20     |
| 5      | Costa d'Avorio | 1   | 1       | 2      | 4      |
| 6      | Libia          | 1   | 0       | 0      | 1      |
| 7      | Algeria        | 0   | 10      | 27     | 37     |
| 8      | Sudafrica      | 0   | 9       | 18     | 27     |
| 9      | Benin          | 0   | 2       | 0      | 2      |
| 10     | Mauritius      | 0   | 1       | 0      | 1      |
| 11     | Togo           | 0   | 0       | 1      | 1      |
| Total  |                |     |         |        |        |